# Мэтсон, Рэнди
Джеймс Рэндел Мэтсон (англ. James Randel «Randy» Matson; род. 5 марта 1945, Килгор) — американский легкоатлет (толкание ядра, метание диска), чемпион Панамериканских игр, чемпион и призёр летних Олимпийских игр, рекордсмен мира.

## Биография
Мэтсон учился в средней школе Пампы, где добился успехов в трёх видах спорта: американском футболе, баскетболе и лёгкой атлетике. Он выигрывал футбольные награды во всех округах, дважды был лучшим баскетболистом в округах и один раз в штате, набирая в среднем 15 очков за игру. В лёгкой атлетике он был двукратным чемпионом штата толкании ядра и метании диска и смог пробежать 100 ярдов за 10,2 секунды. В 1963 году он был назван «Спортсменом года в средней школе» журналом «Новости лёгкой атлетики». В 1970 году в журнале «Лёгкая атлетика» Мэтсон был назван «Спортсменом года».
С 1965 по 1971 год Мэтсон участвовал в 79 соревнованиях, выиграв 73 из них. За два месяца 1965 года он дважды побил мировой рекорд, доведя его 21,78 м. В 1967 году Мэтсон получил степень бакалавра искусств в области маркетинга от Texas A&M.
В 1967 году он был награждён премией Джеймса Салливана, присуждённой ему как выдающемуся национальному атлету-любителю. Он завоевал олимпийскую золотую медаль на Играх в Мехико в 1968 году и был назван спортсменом года 1970 года по лёгкой атлетике. Он был на обложках журнала «Track and Field News» в июне 1970 года и январе 1971 года.
Он едва не попал в олимпийскую команду 1972 года, когда финишировал четвёртым на олимпийских отборочных соревнованиях. Мэтсон после этого соревнования оставил большой спорт. Он был введён в «Зал славы Texas A&M» в 1972 году, Зал спортивной славы Техаса в 1974 году, Национальный зал спортивной славы в 1981 году, Национальный зал славы лёгкой атлетики в 1984 году, Зал славы в 1988 году и Зал славы тренеров по лёгкой атлетике Техаса в 2012 году.